# Inga
Inga – imię żeńskie pochodzenia germańskiego.
Wywodzi się od zdrobnienia grupy imion, także męskich, znanych w kulturach germańskich i skandynawskich rozpoczynających się od Ing-, imienia jednego z normandzkich bóstw.
W innych językach:
- niemieckim – Inge[1]
- węgierskim – Inge[1].

Inga imieniny obchodzi 25 października.